# Secamone crassifolia
Secamone crassifolia là một loài thực vật có hoa trong họ La bố ma. Loài này được (Wight) K. Schum. miêu tả khoa học đầu tiên năm 1895.